# Melksham (stacja kolejowa)
Melksham – stacja kolejowa w mieście Melksham w hrabstwie Wiltshire na odnodze linii kolejowej Wessex Main Line Swindon - Trowbridge. Na stacji nie zatrzymują się pociągi pośpieszne.

## Ruch pasażerski
Ze stacji korzysta ok. 38 081 pasażerów rocznie (dane za rok 2007). Posiada bezpośrednie połączenia z Trowbridge, Chippenham i Swindon. Pociągi odjeżdżają ze stacjidwa razy dziennie w każdą stronę. 

## Obsługa pasażerów
Automat biletowy, kasa biletowa, przystanek autobusowy. postój taksówek. Stacja dysponuje parkingiem samochodowym na 10 miejsc.